# Praolia yakushimana
Praolia yakushimana är en skalbaggsart som beskrevs av Hayashi 1976. Praolia yakushimana ingår i släktet Praolia och familjen långhorningar. Inga underarter finns listade i Catalogue of Life.